# BG Zehlendorf
Die Basketball-Gemeinschaft (BG) Zehlendorf Berlin ist ein Basketballverein aus Berlin.

## Geschichte
Zu Jahresbeginn 1984 gewannen die Zehlendorfer Mädchen des Jahrgangs 1971 das Turnier Lundaspelen in Schweden und wurden damit der erste deutsche Verein, der bei der Veranstaltung triumphierte. Ein Jahr später stand der BGZ in Lund im Endspiel der männlichen Wettkampfklasse U19, verlor dort jedoch.
1984 fand die erste Austragung des Internationalen Zehlendorfer Pfingstturniers statt. Bei der Premiere waren 24 Mannschaften in vier Altersklassen dabei. Im Jahr 2018 nahmen 178 Mannschaften in zwölf Wettkampfklassen teil.
Die Zehlendorfer Herrenmannschaft war 1986/87 sowie 1987/88 in der 2. Basketball-Bundesliga vertreten. Im Spieljahr 2000/01 trat man unter Trainer Torsten Schierenbeck erneut in der 2. Bundesliga (Nordstaffel) an, verpasste jedoch den Klassenerhalt und stieg somit unmittelbar wieder in die Regionalliga ab.
Am Jahresende 2003 war die BG Zehlendorf mit 532 Teilnehmerausweisen der größte Basketballverein innerhalb des Deutschen Basketball Bundes (DBB). Mit Stand 31. Dezember 2011 belegte die BGZ mit 487 Teilnehmerausweisen in der Liste der „Die 100 größten Basketball-Vereine des DBB“ den dritten Platz, Ende 2015 fiel der Verein in dieser Rangliste aus den ersten Zehn und wurde mit 418 Teilnehmerausweisen bundesweit auf dem 16. Platz geführt. In der am 31. Dezember 2020 vom DBB veröffentlichten Ranglisten der größten Mitgliedsvereine des Verbands stand die BGZ auf dem siebten Platz war somit hinter Alba Berlin und TuS Lichterfelde der drittgrößte Basketballverein Berlins. In der Altersgruppe der Minis (unter zwölf Jahre) war die BGZ sogar der zweitgrößte Verein nach Alba Berlin.
In der Saison 2006/07 spielten die Damen der BGZ unter Trainerin Alexandra Maerz in der 1. Damen-Basketball-Bundesliga.
Im Spieljahr 2011/12 gewannen die Mädchen des BG Zehlendorf den deutschen Meistertitel in der Jugend-Bundesliga WNBL.
In der Saison 2014/15 spielten die BGZ-Damen unter dem Namen Milestone Foxes Zehlendorf wieder in der 2. Bundesliga, stiegen aber nach einem Spieljahr ohne Sieg und 22 Niederlagen wieder ab.
In der Saison 2021/22 gewann die Spielgemeinschaft HigherLevel Berlin, an der die BGZ ebenso wie der SSC Südwest Berlin und Alba Berlin beteiligt ist, in der Jahrgangsstufe 2007 den Pokalwettbewerb der Jugend-Basketball-Bundesliga.

## Persönlichkeiten der BG Zehlendorf

### Als Spieler
- Patricia Broßmann
- Anthony Canty
- Michael Claxton
- Oliver Clay
- Maren Dölle
- Jessica Höötmann
- Philipp Lieser
- Daniel Mixich
- Carsten Petersen
- Noemie Rouault
- Nicola Sernow
- Lars Spannagel
- Torsten Stein[19]
- Christoph Tetzner
- Timur Topal
- Ingo Wolf

### Als Trainer
- Ricardo Jorge Alves
- Andreas Hinz
- Alexandra Maerz
- Frank Müller
- Torsten Schierenbeck
- Timur Topal
- Bodo Tümmler[20]